# Chris Sheffield
Chris Sheffield (Arlington, 13 de juliol de 1988) és un actor estatunidenc, conegut principalment per les seves interpretacions de Ben a la pel·lícula The Maze Runner, així com la de Will Mason a la sèrie de televisió The Last Ship.

## Filmografia

### Cinema
| Any  | Títol                          | Paper                        | Notes |
| ---- | ------------------------------ | ---------------------------- | ----- |
| 2002 | The Rookie                     | Snow Covered Catcher         |       |
| 2010 | Clear Blue                     | Simon                        |       |
| 2011 | Transformers: Dark of the Moon | Pimply Corporate Kid         |       |
| 2012 | General Education              | Levi Collins                 |       |
| 2013 | Playing Father                 | T.J. Harris                  |       |
| 2014 | The Maze Runner                | Ben                          |       |
| 2015 | The Stanford Prison Experiment | Tom Thompson / Prisoner 2093 |       |

### Televisió
| Any  | Títol                                      | Paper            | Notes            |
| ---- | ------------------------------------------ | ---------------- | ---------------- |
| 2009 | Greek                                      | Omega Chi Pledge | 2 episodis       |
| 2010 | NCIS: Naval Criminal Investigative Service | Vince            | 1 Episodi        |
| 2011 | Criminal Minds: Suspect Behavior           | Shawn Meeks      | 1 Episodi        |
| 2011 | Brothers & Sisters                         | Young Brody      | 1 episodi        |
| 2011 | CSI: Miami                                 | Travis Reeves    | 1 Episodi        |
| 2013 | Notes from Dad                             | T.J. Harris      | Pel·lícula de TV |
| 2014 | Happyland                                  | Noah Watson      | 4 episodis       |
| 2014 | The Last Ship                              | Will Mason       | 8 episodis       |
| 2015 | Aquarius                                   | Walt Hodiak      | En gravació      |